# ویتسنیتسه و نامیشتی ناد اوسلاوو
ویتسنیتسه و نامیشتی ناد اوسلاوو (به چکی: Vícenice u Náměště nad Oslavou) یک منطقهٔ مسکونی در جمهوری چک است که در منطقه تربیچ واقع شده‌است.
 ویتسنیتسه و نامیشتی ناد اوسلاوو ۵٫۹۳ کیلومتر مربع مساحت و ۳۶۷ نفر جمعیت دارد و ۴۳۰ متر بالاتر از سطح دریا واقع شده‌است.